# 淡绿花椰菜

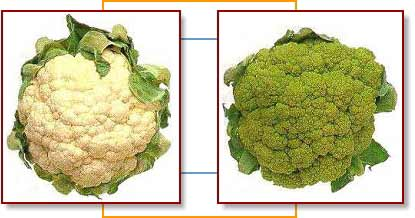
普通花椰菜和淡绿花椰菜

淡绿花椰菜（英語：broccoflower）是西蓝花（英語：broccoli）与花椰菜（英語：cauliflower）杂交得到的甘蓝品种，与普通花椰菜类似，但花序呈绿色。而与西蓝花相比，其花序更紧凑、颜色更淡。英文一词有时也可以指宝塔花菜。